# Gustav Philip Creutz
Gustav Philip Creutz, oppure Gustaf Philip Creutz (Anjalankoski, 1º maggio 1731 – Stoccolma, 30 ottobre 1785), è stato un poeta e diplomatico finlandese naturalizzato svedese.

## Biografia

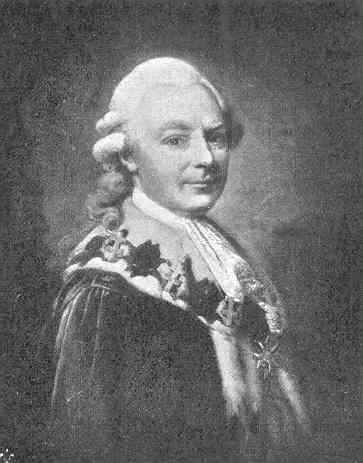
Ritratto di Creutz

Creutz nacque in una famiglia nobile e la sua carriera scolastica di effettuò a Turku in Finlandia.
Eclettico e mondano, natura sensuale amante dei piaceri della vita e raffinatissima, Creutz trascorse come ambasciatore di Svezia per molti anni a Madrid e a Parigi, dove frequentò Pierre-Augustin Caron de Beaumarchais e Jean-François Marmontel e fu molto apprezzato da Voltaire.
Gustavo III di Svezia lo nominò poi Kanslipresident, ministro per gli affari esteri.
Il suo poema Atis e Camilla (Atis och Camilla), pubblicato nel 1761, è considerato il capolavoro della poesia bucolica svedese, ove l'alessandrino, in un clima di composta serenità, tocca il diapason d'una armoniosa musicalità.
Con Canzone d'estate (Sommar Qväde, 1756), Creutz, ispirandosi a Windsor Forest di Alexander Pope e alle Saisons di Thompson, fu il primo nella lirica svedese ad eseguire, in eleganti giambi, la poesia descrittiva del paesaggio.

## Opere
- Canzone d'estate (Sommar Qväde, 1756);
- Atis e Camilla (Atis och Camilla, 1761);
- Daphne (1762).